# Ceraticelus tibialis
Ceraticelus tibialis är en spindelart som beskrevs av Fox 1891. Ceraticelus tibialis ingår i släktet Ceraticelus och familjen täckvävarspindlar. Inga underarter finns listade i Catalogue of Life.